# Solarolo
Solarolo este o comună din provincia Ravenna, Italia. În 2011 avea o populație de 4501 de locuitori.

## Istoric

### Vârsta veche
Teritoriul Solarolo a fost locuit din timpuri preistorice. Un sat din epoca bronzului a fost descoperit în mediul rural al Soarelui. Site-ul a ocupat o suprafață de șapte hectare și a fost locuit pentru o perioadă considerabilă de timp: patru secole, între 1600 și 1200 î.Hr. În sat au trăit o comunitate mare, estimată la 400-500 de persoane, dedicată creșterii bovinelor și cerealelor în creștere (grâu, orz, ovăz și mei). Site-ul deține unul dintre cele mai mari și mai bogate patrimonii arheologice din Romagna. Campaniile de excavare au început în 2006.
S-au găsit alte descoperiri date de epoca fierului.
Au fost descoperite șaptezeci de vile (așezări rurale) care aparțin perioadei romane, care au dat marmură, mozaic, tencuială și picturi și un mormânt funerar din secolul I î.Hr. aparținând cetățenilor tribului Pollia.

### Evul Mediu
Numele Solarolo este menționat pentru prima dată la 8 iulie 993 ca nume de fond. Nu a fost până în 1138 pentru a citi castrului Solarolii (de exemplu, un centru fortificat), distrus în acel an de Faentines în lupta pentru supremație teritorială a teritoriului dintre râurile SENIO și Santerno. Castrul a fost construit în 1341 în timpul perioadei de la Bologna de dominație, care a durat până în 1411, când țara se întoarce la posesia Manfredi Faenza.
Fluctuațiile de la începutul secolului al XVI-lea, după ocupația lui Cesare Borgia, duce Solarolo să iasă din orbita Faenza, fiind „Castelul cu vile“, a acordat un angajament de a Gonzaga în 1514; doi ani mai târziu a început domeniul real al Casei Mantua, care a durat până în 1573, cu intermezul guvernului direct al lui Isabella d'Este (1529 - 1539).
Din anul 1574, Solarolo a devenit "Governo di Consulta", adică o comunitate autonomă prezidată de un guvernator numit de Roma, membru al Legiunii din Romagna. În cele două secole care vor duce la sfârșitul secolului al XVIII-lea, politic stabil, puteți marca tulburările pe scară largă din cauza frății locale, care este, de asemenea, erectia datorată sau renovarea clădirilor religioase: Biserica Rozariului (1588) Sanctuary a Sfintei Fecioare a Sănătății (1731-1736) și Oratorio dell'Annunziata (1743); ultimele două sunt încă existente. Spre mijlocul secolului al XVII-lea este suprimată, după 130 de ani sau cam asa ceva din viata, mănăstirea Servites, situată în afara castelului, numit „Sfântul Sebastian“ și de la care este închinarea la sfântul patron al țării (împreună cu Sf. Rocco). O altă prezență importantă a fost Spitalul, construit în jurul anului 1400 și activ până în jurul anului 1798.
De la 1810-1814, Solarolo trăiește o scurtă perioadă sub conducerea municipalității Castel Bolognese, din care iese în 1815, devenind, apoi, în 1816 guvernator al Legației apostolice din Ravenna, să fie Podesteria de doamnelor Castel Bolognese, deoarece 1827 Odată cu plebiscitul din 1860, Solarolo a devenit parte a Regatului Sardiniei, care în anul următor a devenit Regatul Italiei.

### De la secolul XX până în prezent
În timpul celui de-al doilea război mondial, Solarolo a experimentat momentele cele mai mari de frică în timpul lunilor de oprire Senio Front. Alte victime includ cele ale masacrului de la podul Felisio (2 septembrie 1944) în represalii și cele ale Torre della Rocca (10 aprilie 1945), minate de germani cu câteva ore înainte de Eliberare (11 aprilie). La 28 octombrie 2012, Solarolo a obținut o medalie de argint pentru valoarea orașului prezentată în timpul celui de-al doilea război mondial.

### Onoruri în oraș
În 27 ianuarie 2012, stema municipiului Solarolo a primit medalia de argint pentru meritul civil, în memoria celor căzuți pentru libertatea celui de-al doilea război mondial.

## Monumente și locuri de interes

### Arhitectură religioasă
Principalele monumente religioase din zonă sunt Sanctuarul Fecioarei de Sănătate (construit în prima jumătate a secolului al XVIII-lea) și Oratoria Bunei Vestiri. În 1736, imaginea sacră a Fecioarei a fost plasată în interiorul Altarului, care se celebrează anual în sărbătoarea Înălțării.

### Arhitecturi militare
În Solano Manifredian Walls și Poarta Castelului sunt încă bine conservate.

## Economie
Conform declarațiilor IRPEF din 2011 (pe baza veniturilor din 2010), sa constatat că lucrătorii solari au declarat în medie 19492 de euro. Comparativ cu anul 2009 se înregistrează o creștere de 6,2%, cea mai comună dintre Faentino și una dintre cele mai înalte din provincie.

## Demografie
Solarolo - evoluția demografică

|  | Graficele sunt indisponibile din cauza unor probleme tehnice. Mai multe informații se găsesc la Phabricator și la wiki-ul MediaWiki. |

Date: Recensăminte sau birourile de statistică - grafică realizată de Wikipedia